# Michele Pironti
Il conte Michele Pironti (Montoro, 14 gennaio 1814 – Torre del Greco, 14 ottobre 1885) è stato un politico e patriota italiano, senatore e Ministro di grazia e giustizia del Regno d'Italia.

## Biografia
Patriota irpino, fu tra gli iniziatori dei moti liberali del 1848 contro il governo borbonico, e, per questo, fu ristretto nel Carcere di Montefusco, insieme a Luigi Settembrini e a Carlo Poerio.
Trattandosi di magistrato che aveva avuto un ruolo pubblico nella fallita rivoluzione del 1848, l'ambasciatore britannico tenne per anni corrispondenza diplomatica sulla sua ingiusta persecuzione, ottenendo dal Borbone che fossero dimezzati a sei i dodici giri di catena che lo tenevano costretto al muro della prigione. Evase con Luigi Settembrini durante la fuga in Irlanda dei deportati destinati a Madeira. Come Settembrini, fu membro della Massoneria.
Con l'unità d'Italia fu eletto deputato del Regno d'Italia; fu nominato Ministro di Grazia e Giustizia e Culti del Regno d'Italia nel Governo Menabrea III (1869); divenne poi senatore del Regno d'Italia, ben visto dal Re Vittorio Emanuele II. Morì in povertà a Torre del Greco, il 14 ottobre 1885.
A lui è stata dedicata la via principale del paese nativo. Inoltre sempre a lui è intitolata la piazza dove sorge il palazzo comunale di Montoro.